# Constante de Foias

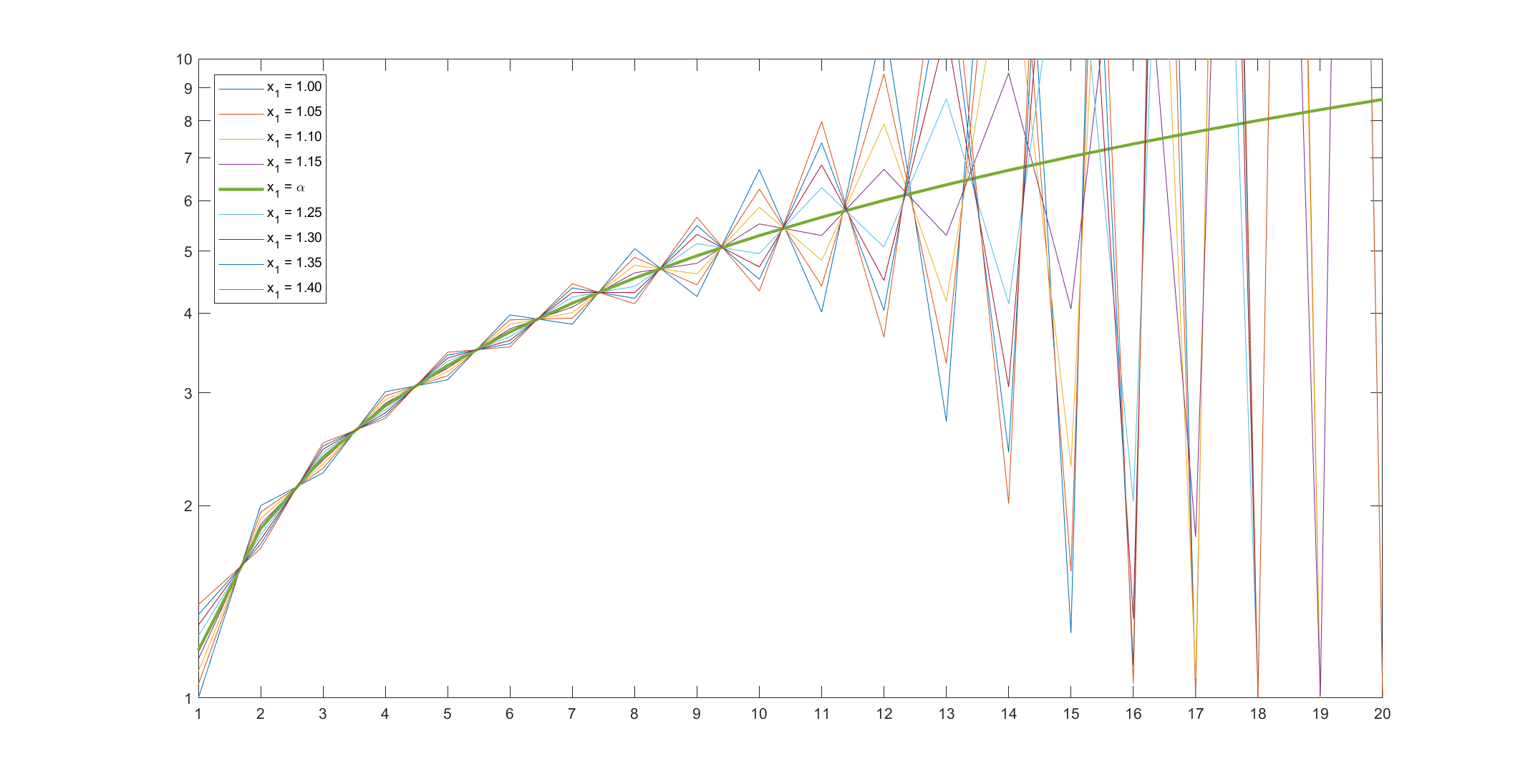
Évolution de la suite pour diverses valeurs de, autour de la constante de Foias. L'évolution pour est tracée en vert. Les autres valeurs initiales conduisent à deux valeurs d'adhérence 1 et. Le repère est à échelle logarithmique.

En analyse mathématique, la constante de Foias est l'unique réel α > 0 tel que la suite définie par récurrence par
{\displaystyle x_{1}=\alpha \quad {\text{et}}\quad \forall n\in \mathbb {N} ^{*}\quad x_{n+1}=\left(1+{\frac {1}{x_{n}}}\right)^{n}}
ait pour limite l'infini.

## Précisions
Une démonstration de l'existence et de l'unicité de ce réel a été proposée dans l'énoncé du concours général 2020 de mathématiques.
Ce réel, pour lequel on ne connaît pas de formule explicite, admet pour valeur approchée {\displaystyle 1{,}187}.
La suite {\displaystyle (x_{n})} correspondante est équivalente à {\displaystyle \left({\frac {n}{\ln n}}\right)} donc aussi (mais c'est un hasard) à {\displaystyle \left(\pi (n)\right)}, où π est la fonction de compte des nombres premiers.

## Anecdote
On peut considérer que cette constante a été obtenue par sérendipité. En effet, l'étude de cette question vient d'une coquille dans un énoncé plus simple : une suite {\displaystyle (x_{n})} telle que
{\displaystyle x_{1}>0\quad {\text{et}}\quad \forall n\in \mathbb {N} ^{*}\quad x_{n+1}=\left(1+{\frac {1}{x_{n}}}\right)^{x_{n}}}
peut-elle tendre vers l'infini ?
La réponse est « non », car toutes les suites de cette forme convergent vers la racine
(qui vaut approximativement {\displaystyle 2{,}293}) de l'équation {\displaystyle x=\left(1+{\frac {1}{x}}\right)^{x}}. Un autre argument consiste à remarquer que {\displaystyle \lim _{x\to +\infty }\left(1+{\frac {1}{x}}\right)^{x}=\mathrm {e} \neq +\infty }.